# جوزف ال. راولینز
جوزف ال. راولینز (به انگلیسی: Joseph L. Rawlins) سناتور سابق عضو حزب دموکرات ایالات متحده آمریکا بود. وی در سال ۱۸۹۷ تا ۱۹۰۳ میلادی سناتور ایالت یوتا در سنای ایالات متحده آمریکا بود.